# Йордан Митков
Йордан Митков (3 квітня 1956) — болгарський важкоатлет.
Олімпійський чемпіон 1976 року в категорії до 75 кг.